# Kampen om Magten
Kampen om Magten er en amerikansk stumfilm fra 1918 af Hobart Henley.

## Medvirkende
- Mae Marsh som Susan Sweeney
- Jere Austin som Austin Strong
- Arthur Housman som Dick Wellman
- John St. Polis som Sam Tupper
- John T. Dillon som William Kibby